# Atlanta (Louisiana)
Atlanta és una població dels Estats Units a l'estat de Louisiana. Segons el cens del 2000 tenia 150 habitants.

## Demografia
Segons el cens del 2000, Atlanta tenia 150 habitants, 57 habitatges, i 42 famílies. La densitat de població era de 54,1 habitants/km².
Dels 57 habitatges en un 45,6% hi vivien nens de menys de 18 anys, en un 54,4% hi vivien parelles casades, en un 12,3% dones solteres, i en un 24,6% no eren unitats familiars. En el 21,1% dels habitatges hi vivien persones soles el 7% de les quals corresponia a persones de 65 anys o més que vivien soles. El nombre mitjà de persones vivint en cada habitatge era de 2,63 i el nombre mitjà de persones que vivien en cada família era de 3,07.
Per edats la població es repartia de la següent manera: un 26% tenia menys de 18 anys, un 10,7% entre 18 i 24, un 30,7% entre 25 i 44, un 23,3% de 45 a 60 i un 9,3% 65 anys o més.
L'edat mediana era de 32 anys. Per cada 100 dones de 18 o més anys hi havia 94,7 homes.
La renda mediana per habitatge era de 26.875 $ i la renda mediana per família de 29.531 $. Els homes tenien una renda mediana de 45.833 $ mentre que les dones 25.000 $. La renda per capita de la població era de 21.021 $. Entorn del 15,4% de les famílies i el 15,1% de la població estaven per davall del llindar de pobresa.

## Poblacions més properes
El següent diagrama mostra les poblacions més properes.